# St. Nikolai (Putlitz)

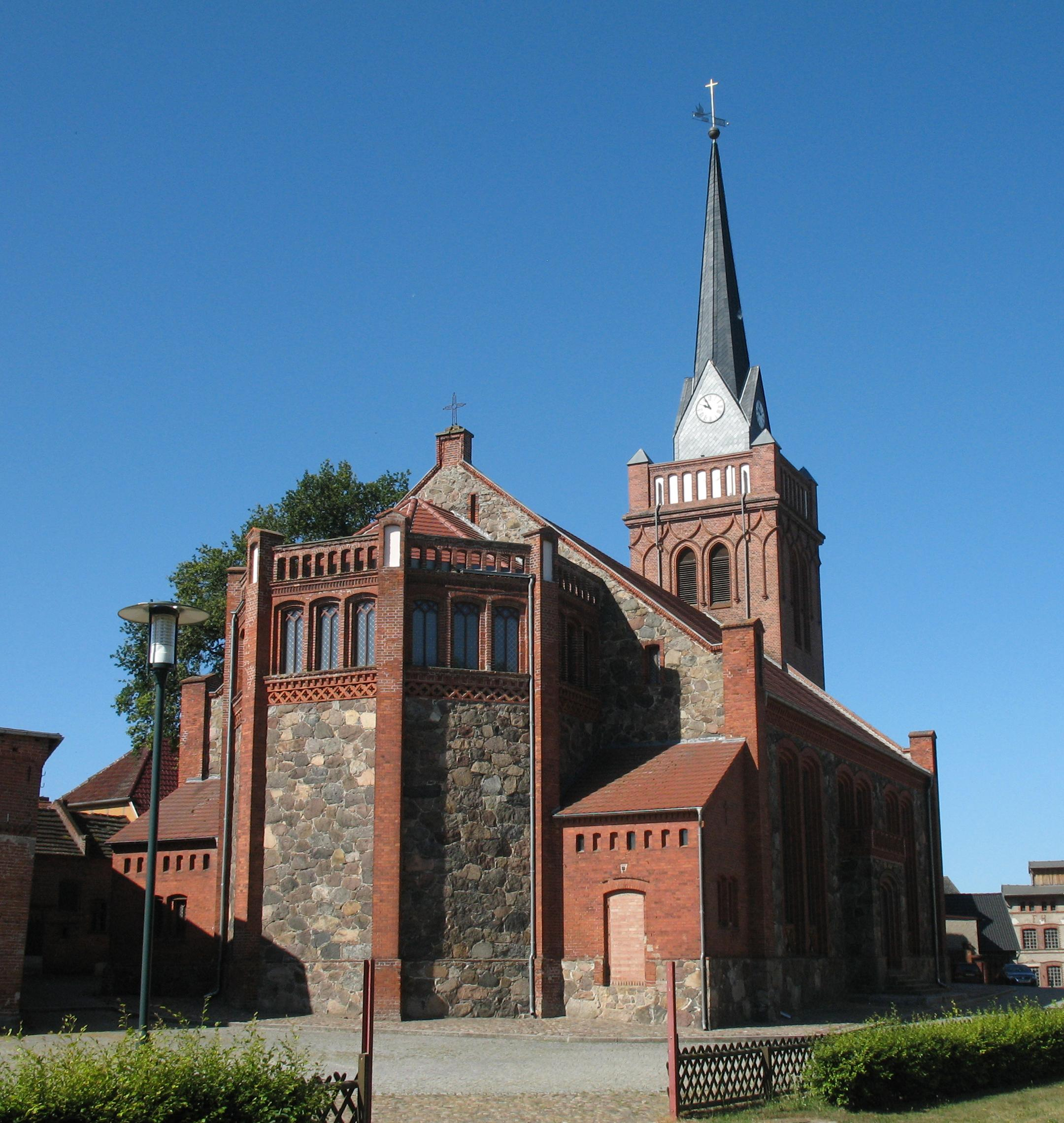
St. Nikolai in Putlitz

Die evangelische, denkmalgeschützte Pfarrkirche St. Nikolai steht in Putlitz, einer Stadt im Landkreis Prignitz in Brandenburg. Die Kirche gehört zum Kirchenkreis Prignitz der Evangelischen Kirche Berlin-Brandenburg-schlesische Oberlausitz.

## Beschreibung
Die klassizistische Saalkirche wurde 1854 aus Mischmauerwerk von Feldsteinen und Backsteinen erbaut. Sie besteht aus einem Langhaus, das mit einem Satteldach bedeckt ist, einer Apsis mit Fünfachtelschluss im Osten und einem 1909 angebauten Kirchturm im Westen, dessen achtseitiger, schiefergedeckter spitzer Helm auf der Plattform erst 2010 erneuert wurde.
Im weiträumigen Innenraum werden durch die Einbeziehung des offenen Dachstuhls und durch die Fenster über den Emporen an den Seiten drei Kirchenschiffe vorgetäuscht. Das Gemälde eines segnenden Christus auf dem Altarretabel schuf 1854 August Theodor Kaselowsky. Für den 1731 verstorbenen Rudolf Heinrich Gans wurde ein Totenschild aufgehängt. Die Ausmalung der Kirche wurde in den 1920er Jahren durch Robert Sandfort erneuert. Die Orgel wurde 1854 von Friedrich Hermann Lütkemüller gebaut.